# NGC 5341
NGC 5341 este o radiogalaxie situată în constelația Câinii de Vânătoare. A fost descoperită în 24 martie 1857 de către William Parsons, 3rd Earl of Rosse⁠(d).